# Federazione della Sinistra
La Federazione della Sinistra (FdS), ufficialmente Partito della Rifondazione Comunista/Sinistra Europea-Partito dei Comunisti Italiani, è stata una federazione di partiti e movimenti politici di sinistra costituitasi nel 2009 e dissoltasi nel 2015. Essa comprendeva:
- Partito della Rifondazione Comunista (PRC,[4] 44%[senza fonte]);
- Partito dei Comunisti Italiani (PdCI, 29%[senza fonte]);
- Socialismo 2000 (14%[senza fonte]);
- Associazione 23 marzo "Lavoro-Solidarietà" (13%[senza fonte]).[5]

A tali forze politiche, designate come «soggetti promotori» durante la fase costituente e, successivamente, «soggetti aderenti», si aggiungeva inoltre, in qualità di membro osservatore, la Rete dei Comunisti, poi ritiratasi dalla Federazione.
Lanciata il 18 luglio 2009 a Roma come evoluzione della Lista Comunista e Anticapitalista, la Federazione si è costituita il 5 dicembre 2009 al Teatro Brancaccio di Roma.
A livello europeo la Federazione della Sinistra si collocava con le forze politiche che in Europa si riconoscevano nel Partito della Sinistra Europea.

## Storia

### LaLista Comunista e Anticapitalistaper le elezioni 2009
Il 28 marzo 2009 PRC e PdCI decidono di presentarsi alle elezioni europee del 2009 con un cartello elettorale noto come Lista Comunista e Anticapitalista. L'associazione PRC-PdCI viene costituita ufficialmente presso il notaio Mariconda di Roma il successivo 9 aprile, ma nel cartello entrano a far parte anche Socialismo 2000 di Cesare Salvi e i Consumatori Uniti guidati da Bruno De Vita. Questi ultimi tuttavia ne usciranno dopo poche settimane quando ormai il logo del cartello era stato presentato. Viceversa la LA ha potuto contare sull'appoggio di Uniti a Sinistra di Pietro Folena, candidando il coordinatore nazionale Lucio Libonati e il consigliere regionale del Piemonte Enrico Moriconi, e del Nuovo Partito d'Azione di Pino A. Quartana.
La lista si riconosceva, come è scritto nello stesso contrassegno elettorale, nel gruppo parlamentare europeo Sinistra Unitaria Europea/Sinistra Verde Nordica, il gruppo, cioè, «che fa opposizione politica al trattato di Maastricht e al trattato di Lisbona, che sono all'origine» della crisi economica scoppiata nel 2008. In uscita dalla VI legislatura del Parlamento Europeo (2004-2009) poteva contare tra i deputati eletti a suo tempo, alcuni noti, come  Vittorio Agnoletto e Giusto Catania del PRC oltre a Marco Rizzo del PdCI.
La storia della Lista Anticapitalista inizia il 28 marzo con l'annuncio che PRC, PdCI, Socialismo 2000 e Consumatori Uniti, si sarebbero presentati alle europee uniti sotto un unico simbolo. Al PRC è assicurato il 60% delle candidature.
Diamo vita ad una lista anticapitalista che unisce in una proposta politica per l'Europa il PRC, il PDCI, Socialismo 2000 e i Consumatori Uniti. Lo facciamo insieme ad esponenti della sinistra, del mondo del lavoro e sindacale, del movimento femminista e ambientalista, del movimento lgbtq e pacifista. La lista lavora per un'uscita dalla crisi fondata sulla democrazia economica, sulla giustizia sociale e sulla solidarietà.

Siamo di fronte ad una crisi di carattere sistemico, non solo economica e finanziaria, ma sociale, alimentare, energetica, ambientale, che sta scuotendo l'intero pianeta. La crisi del capitalismo globalizzato.

Ci opponiamo all'Europa liberista e tecnocratica e al governo di "grande coalizione" composto da socialisti, popolari e liberaldemocratici europei che ha fin qui dettato l'agenda della costruzione dell'Unione. Lottiamo con i movimenti sociali e le forze politiche di trasformazione di tutto il continente per UN'ALTRA EUROPA.

Una lista che fa sue le ragioni di chi in questi anni e in questi mesi sta lottando, nella scuola e nei luoghi di lavoro, per la giustizia sociale e contro la precarietà, per la libertà femminile, che si oppone al razzismo e all'offensiva oscurantista e clericale delle gerarchie ecclesiastiche. Che si batte per un intervento pubblico finalizzato alla riconversione sociale e ambientale dell'economia, per la redistribuzione del reddito, contro la guerra e per il disarmo. Siamo convinti che la questione morale abbia un valore universale, in Italia come in Europa. L'intreccio perverso tra politica e affari e l'uso clientelare delle risorse pubbliche sono fattori di degenerazione della democrazia, come intuì Enrico Berlinguer.

La lista appartiene interamente al campo del GUE-NGL, il Gruppo parlamentare della Sinistra Unitaria Europea - Sinistra Verde Nordica che unisce partiti comunisti, anticapitalisti, socialisti di sinistra ed ecologisti e al cui interno si colloca il Partito della Sinistra Europea.

Le forze che danno vita alla lista si impegnano a continuare il coordinamento della loro iniziativa politica anche dopo le elezioni europee.

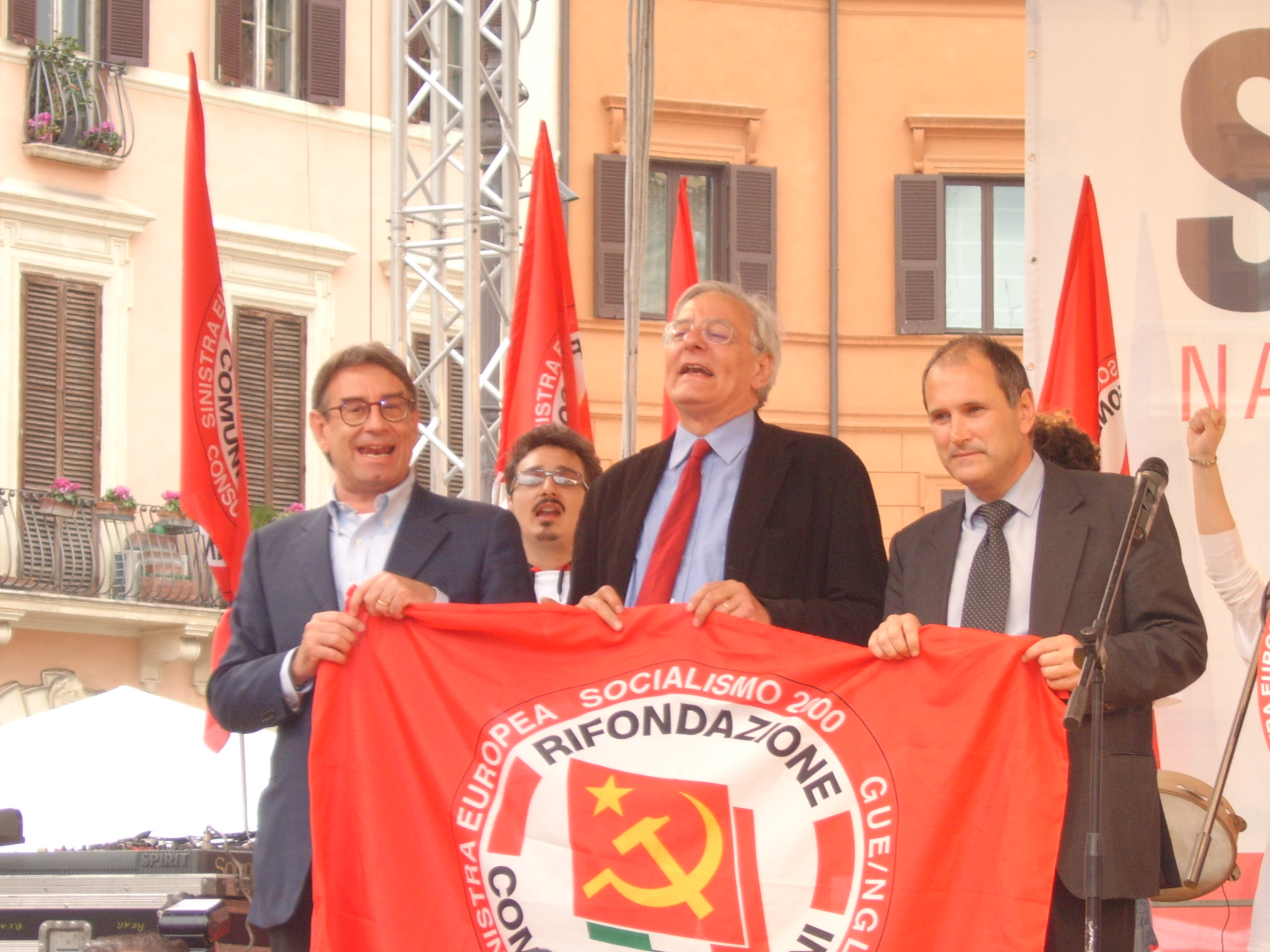
Diliberto, Salvi e Ferrero cantano l'Internazionale all'inaugurazione della campagna elettorale della Lista Comunista e Anticapitalista

Alle spalle c'è però un processo politico lungo quasi un anno. La sconfitta della Sinistra Arcobaleno alle elezioni del 2008, infatti, aveva portato tutti i partiti che ne avevano fatto parte a interrogarsi sulle strategie e tattiche da adottare per portare avanti le proprie istanze. Emergono così due possibili strade: rilanciare l'unità della sinistra in senso lato come già fatto con la Sinistra/l'Arcobaleno, o limitarsi, almeno in una prima fase, a unificare le sole forze comuniste.
Nell'estate del 2008 il PdCI centra il proprio congresso sull'esigenza di riunificare le forze comuniste e sull'idea di ricostruire il centrosinistra a partire dal riconoscimento delle diverse identità. Pochi giorni dopo si svolge il VII congresso del Partito della Rifondazione Comunista che elegge segretario Paolo Ferrero con la proposta di rilanciare il partito evitandone lo scioglimento in altri soggetti politici. Principale sconfitto è così Nichi Vendola, la cui mozione poteva contare sulla maggioranza relativa dei delegati e proponeva di proseguire nella costruzione di un nuovo soggetto politico della sinistra. La nuova minoranza interna, Rifondazione per la Sinistra, entra in conflitto con la nuova gestione del partito.
Il 21 gennaio 2009 Vendola annuncia, a titolo personale, la sua uscita da Rifondazione e tre giorni dopo con una minoranza della sua corrente ufficializza la nascita del Movimento per la Sinistra. Il PdCI, che subirà a sua volta la scissione della propria minoranza filo-vendoliana, ribadisce l'apertura verso il PRC e Diliberto invoca una lista unitaria con Rifondazione Comunista come soluzione per difendere i comunisti dallo sbarramento al 4% introdotto alle elezioni europee.
L'11 febbraio 2009 la Direzione Nazionale del PRC approva un documento dove si propone «di promuovere una lista da presentare alle prossime elezioni europee che, partendo dalla presentazione del simbolo di Rifondazione Comunista-SE, condivida la scelta di appartenenza al GUE-NGL, unisca tutte le forze anticapitaliste, comuniste, di sinistra, sulla base di contenuti alternativi al progetto di Trattato di Lisbona e all'impostazione neoliberista e militarista dell'Unione Europea». Da quel momento si intensificano i contatti tra Rifondazione e Comunisti Italiani e, non senza incomprensioni e momenti di tensione, si arriva nell'arco di un mese e mezzo all'accordo per una lista unitaria.
Il 18 aprile la manifestazione Su la testa! in piazza Navona a Roma apre definitivamente la campagna elettorale della lista davanti a circa 3000 persone.

### Adesioni e rifiuti
Cesare Salvi ha annunciato l'adesione di Socialismo 2000 sottolineando la centralità e l'attualità della questione morale. Il movimento dei Consumatori uniti, già alleato del PdCI nella lista Insieme con l'Unione alle Politiche del 2006, in un primo tempo ha aderito alla lista «da non comunisti» perché «la globalizzazione ha precipitato il mondo in una nuova emergenza». In seguito, tuttavia, non ha espresso alcun candidato e in un'agenzia ANSA del 28 aprile Bruno De Vita ha rivelato dissensi nella compilazione delle liste e l'esistenza di un problema politico in quanto la lista anticapitalista «strada facendo è diventata di nuovo quasi solo comunista». Di fatto però, come già detto, il simbolo che riportava anche i Consumatori Uniti, sui materiali elettorali e anche sulle bandiere era già stato stampato. Il logo senza i consumatori uniti che rappresentava la reale composizione del cartello elettorale, è stato utilizzato solo in occasione dell'assemblea del successivo 18 luglio Insieme per un nuovo inizio.
Il 18 maggio ha espresso indicazione di voto a favore della Lista Anticapitalista anche il Nuovo Partito d'Azione, in precedenza vicino a Sinistra e Libertà. Altre forze politiche che potevano essere coinvolte da questo progetto ne sono rimaste fuori. Tra queste il Partito Comunista dei Lavoratori, che ha escluso la propria partecipazione già all'indomani dell'invito a formare una lista anticapitalista da parte della Direzione Nazionale del PRC, e Sinistra Critica, che dopo aver trattato per un simbolo che contenesse altre diciture oltre ai richiami al comunismo, ha criticato l'alleanza per la mancanza di «discontinuità con il recente passato, fatto di errori e sconfitte, della sinistra radicale» e ha annunciato che non si presenterà alle Europee.
L'8 giugno 2009 Paolo Ferrero, segretario del PRC, avanza «la proposta di riunificare – a partire da coloro che hanno dato vita alla lista anticapitalista e comunista - tutte le forze disponibili a costruire un polo di sinistra, autonomo dal centrosinistra». La proposta sarà fatta propria dalla Direzione Nazionale del PRC il giorno dopo. Sempre il 9 giugno l'Ufficio Politico del PdCI decide che «per stringere i tempi della riunificazione è essenziale l'immediata costituzione di un coordinamento nazionale delle forze politiche che hanno dato vita alla lista, aperto anche ad altre realtà».
Il 10 giugno è così costituito il Coordinamento della lista anticapitalista e comunista formato da Paolo Ferrero, Oliviero Diliberto e Cesare Salvi che fin dal principio si pone il problema di «verificare la possibilità di allargare l'esperienza della lista anticapitalista e comunista al fine di dar vita ad un processo di aggregazione della sinistra di alternativa». L'11 luglio appare un appello affinché si decida di continuare l'esperienza unitaria dando vita ad una «federazione che comprenda – oltre alle forze che hanno dato vita alla lista anticapitalista e comunista – tutti i soggetti politici, i movimenti e le persone che avvertono l'urgenza di affrontare insieme i compiti che ci sono davanti».

### Candidati e liste
Alle Europee del 2009 la Lista Anticapitalista candida, tra gli altri, Vittorio Agnoletto (capolista nelle circoscrizioni Sud e Nord Ovest), Oliviero Diliberto (Capolista nella circoscrizione Centro), Margherita Hack (capolista nelle Isole), Lidia Menapace (capolista nel Nord Est), lo scrittore fantasy Valerio Evangelisti, Alberto Burgio, Massimo Villone, Giusto Catania, Dijana Pavlović, Orfeo Goracci, Pia Covre, Rosa Rinaldi, Laura Marchetti, Aleandro Longhi, Mario Michelangeli.
Sono anche presenti Raniero La Valle della Sinistra Cristiana, che aderisce a titolo personale, ed esponenti di Uniti a Sinistra, come il consigliere regionale del Piemonte Enrico Moriconi.
Anche se la metà dei candidati sono indipendenti, 47 candidature sono in quota PRC (65,3%), 21 PdCI (29,2%) e 4 rispondono a Socialismo 2000 (5,5%). Solo Agnoletto e Catania per il PRC, e Diliberto e Hack per il PdCI si presentano in due circoscrizioni ciascuno. Gli altri 64 candidati sono in una sola circoscrizione.

### Campagna elettorale
Prima delle elezioni Paolo Ferrero ha dichiarato che la Lista per le europee «non è un cartello elettorale ma una proposta precisa» e per questo motivo sono stati candidati esponenti della sinistra, del mondo del lavoro e sindacale, del movimento femminista e ambientalista, LGBT e pacifista. A conferma di ciò il documento di presentazione della lista firmato dai quattro leader precisava che le quattro forze politiche «si impegnano a continuare il coordinamento della loro iniziativa politica anche dopo le elezioni europee». Il 31 maggio Oliviero Diliberto ha sostenuto che «questa lista è la premessa della riunificazione tra i Comunisti e Rifondazione, che io spero avvenga quanto prima, subito dopo le elezioni. Ovviamente anche i tempi dipenderanno dal risultato elettorale, perché che ci riunifichiamo, ormai è nei fatti, però questo accadrà più o meno celermente, o più o meno convintamente sulla base del consenso che ci daranno gli italiani». Qualcuno vede nella Lista Anticapitalista un embrione della costituente comunista già invocata in passato da parti del PRC e del PdCI, oltre che da altri gruppi esterni ai due partiti.

### Risultati elettorali
Con il 3,40% dei voti (1.037.862 elettori) non elegge alcun eurodeputato, seguono i dati sulle preferenze espresse: il candidato più votato risulta Diliberto, primo nella Circoscrizione Nord-est con 12.329 preferenze e in quella Centro, con 31.438, per un totale di 43.767. Seguono Margherita Hack (prima nel Nord-ovest, con 23.476 preferenze e nelle Isole, con 18.938), Agnoletto (21.145 preferenze nel Nord-ovest e 13.382 al Sud) e Catania (10.789 al Centro e 7.259 al Sud). Il più votato della Circoscrizione Sud è stato, infine, Michelangelo Tripodi, con 15.720 preferenze. Alla fondazione la Lista Comunista e Anticapitalista poteva contare su 7 eurodeputati: 5 eletti dal PRC e 2 dal PdCI alle elezioni del 2004, ma ora si ritrova senza alcuna rappresentanza e è l'unico caso nella storia italiana in cui non vengono eletti eurodeputati comunisti. Tuttavia risulta comunque la  prima formazione politica alla sinistra del PD in questa tornata elettorale.

### Dopo il voto: si forma la Federazione
All'indomani della sconfitta elettorale Paolo Ferrero offre le dimissioni da segretario del PRC e rilancia la proposta di un percorso di aggregazione di un polo della sinistra a partire dai soggetti che hanno composto la lista per le europee. Sulla stessa linea l'Ufficio Politico del PdCI respinge le dimissioni a sua volta presentate dal segretario Oliviero Diliberto e ribadisce la volontà di andare avanti nella riunificazione a partire da un coordinamento delle forze che hanno dato vita alla lista aperto anche ad altre realtà.
Il 18 luglio a Roma si decide di far evolvere la lista da cartello elettorale a «Federazione unitaria» che sia «punto di riferimento politico della sinistra di alternativa», e vi aderiscono anche l'Associazione 23 marzo "Lavoro-Solidarietà" di Gian Paolo Patta e, come osservatore, la Rete dei Comunisti. Viene anche leggermente rivisitato il logo.
Il 5 dicembre, infine, si apre la fase costituente della Federazione della Sinistra. Alla nascita della Lista Anticapitalista era stabilito che «le forze che danno vita alla lista si impegnano a continuare il coordinamento della loro iniziativa politica anche dopo le elezioni europee». Così, nonostante la sconfitta del 7 giugno, l'esperienza unitaria non viene archiviata, ma rilanciata.

### L'assemblea al Frentani (luglio 2009)
Il 18 luglio al Centro congressi Frentani di Roma, l'assemblea Insieme per un nuovo inizio approva l'appello di dar vita alla Federazione della Sinistra di Alternativa. Oltre ai soggetti già presenti nella Lista Anticapitalista vi si aggiunge l'Associazione 23 marzo "Lavoro-Solidarietà" di Gian Paolo Patta e, come osservatore, la Rete dei Comunisti. Paolo Ferrero propone l'adesione anche al Nuovo Partito d'Azione che però declina l'invito a causa di alcune scelte che i nuovi azionisti definiscono settarie e poco lungimiranti.
Segue una frenetica fase di trattative fra i partiti per giungere al varo della Federazione. Il 28 novembre la Direzione Nazionale del PdCI approva con due astensioni, l'adesione alla Federazione della Sinistra. Il giorno dopo il Comitato Politico Nazionale del PRC farà altrettanto.

### L'assemblea al Brancaccio (dicembre 2009)

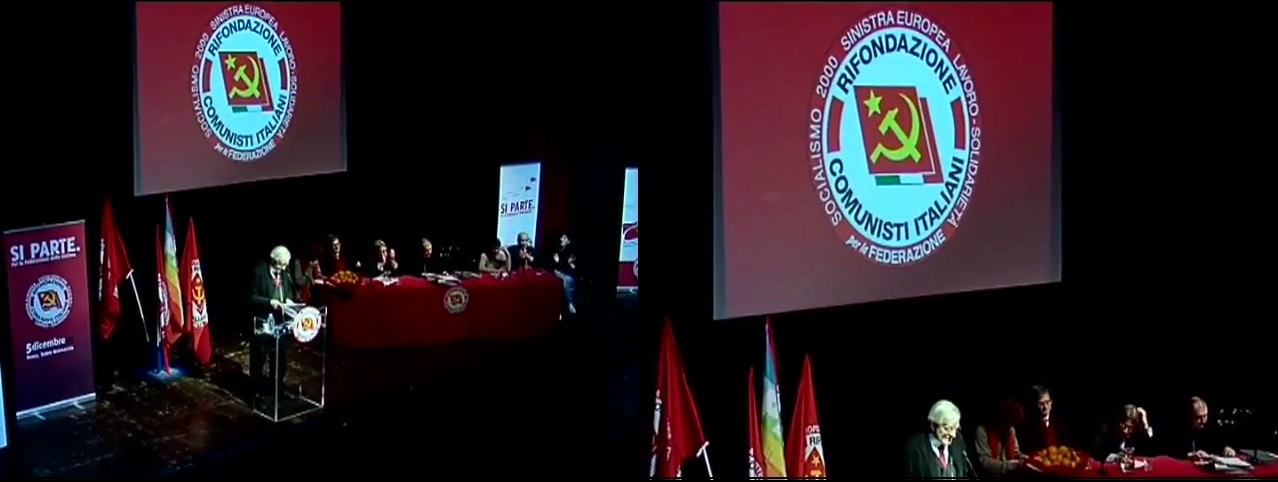
5 dicembre 2009 Teatro Brancaccio di Roma: Cesare Salvi apre l'assemblea costituente della Federazione della Sinistra, alle sue spalle la presentazione del primo simbolo ufficiale della fase costituente della Federazione.

Il 5 dicembre 2009 al Teatro Brancaccio di Roma con l'approvazione del manifesto politico, dello statuto provvisorio (valevole fino al primo congresso della FdS), e con la presentazione e l'approvazione del primo simbolo ufficiale della fase costituente della Federazione, nasce ufficialmente la Federazione della Sinistra e si avvia la sua fase costituente. Tale fase ha la durata di circa un anno, tempo ritenuto necessario per consentire la nascita della Federazione nel maggior numero di territori italiani e per cercare di includere altri soggetti politici. La neonata Federazione della Sinistra decide anche di presentare liste unitarie alle imminenti elezioni amministrative.

### Elezioni regionali (marzo 2010)
Alle Regionali del 2010 la Federazione si è presentata:
- in alleanza con Partito Democratico ed il centrosinistra in Piemonte, Liguria, Emilia-Romagna, Veneto, Toscana, Umbria, Lazio, Puglia, Basilicata e Calabria. In Piemonte, Lazio e Basilicata l'accordo non prevedeva la partecipazione ad eventuali giunte. In Toscana e in Puglia era in lista unica con la Federazione dei Verdi;
- in alleanza con Sinistra Ecologia Libertà nelle Marche, candidando Massimo Rossi;
- autonoma candidando alla presidenza Vittorio Agnoletto in Lombardia e Paolo Ferrero in Campania.

La FdS - escludendo la provincia di Matera dove era assente - ha raccolto 475.744 voti (3,19%), cui vanno aggiunti 144.458 voti raccolti coi Verdi (4,3%) per un totale di 620.202 voti, una media del 3,4%, pari a 17 consiglieri eletti. Nello stesso territorio alle precedenti elezioni europee la Lista Anticapitalista aveva raccolto 906.571 voti pari al 4%. I risultati saranno pertanto giudicati negativamente dai vertici di PRC e PdCI.

### Verso il Congresso (aprile-ottobre 2010)
Il 28 luglio 2010 viene approvato dal Consiglio Politico Nazionale della FdS il documento politico per il suo I Congresso. Nel frattempo le difficoltà del governo di centrodestra spinge la Federazione della Sinistra a chiedere «subito il massimo di unità contro il governo Berlusconi tra tutte le forze dell'opposizione politica e sociale anche dando vita a un coordinamento permanente delle opposizioni».
Il 6 agosto Cesare Salvi lancia la proposta di «costruire un'alleanza democratica, in cui noi come federazione della sinistra siamo pronti a fare la nostra parte, un'alleanza che abbia alcuni capisaldi: difesa della Costituzione e dei diritti costituzionali, il lavoro in primis». In sostanza l'idea è di «mettere sul tavolo» del PD «le questioni programmatiche, due, tre punti comuni, con al primo posto una risposta immediata ai ceti disagiati».. Il 16 ottobre la FdS aderisce alla manifestazione nazionale della FIOM, per la cui diretta TV la federazione aveva dato luogo a un presidio sotto la sede RAI di Roma. Il 14 ottobre 2010: il Senatore Giorgio Mele sceglie di aderire a Socialismo 2000 e di conseguenza alla Federazione della Sinistra, nonostante alle  europee dell'anno prima avesse appoggiato  Sinistra e Libertà.
[Fonte presa dalla pagina di Cesare Salvi.] Cesare Salvi

### Il Congresso fondativo (novembre 2010)

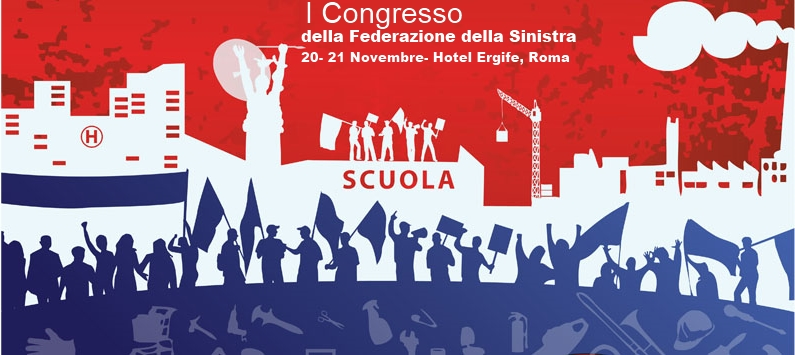
Uno dei manifesti del I Congresso Nazionale della FdS

Il 20 e 21 novembre 2010 all'hotel Ergife di Roma, si svolge il I congresso nazionale della Federazione della Sinistra durante il quale viene votato e approvato il Documento politico e il nuovo Statuto. Nel corso del Congresso Giovanni Impastato, fratello di Peppino, si iscrive alla Federazione della Sinistra. Il congresso, proseguendo la prassi della rotazione, elegge portavoce nazionale il segretario del PdCI Oliviero Diliberto e approva due simboli: uno più specifico della FdS valevole fino alla fine del 2011 che modifica leggermente il simbolo già esistente e un altro che entrerà in vigore dal 2012, senza più la corona rossa e i nomi delle quattro organizzazioni federate, ma con la sola scritta «Federazione della Sinistra».

### L'elezione di Rossi portavoce (marzo 2011)
Il 25 marzo 2011 Diliberto, esaurito il suo mandato di portavoce nazionale, è sostituito da Massimo Rossi, già sindaco di Grottammare e presidente della provincia di Ascoli Piceno, con 44 voti favorevoli, 2 contrari e un astenuto. Rossi viene dunque eletto da una minoranza del Consiglio Politico, perché al momento del voto non hanno partecipato né Socialismo 2000, né Lavoro e Solidarietà, oltre che alla componente Essere Comunisti del PRC. In sostanza chi non ha partecipato al voto rimprovera l'assenza di un preventivo sondaggio sul nome di Rossi facendo altresì notare la crisi di progetto della FdS.

### Elezioni amministrative 2011
Alle elezioni provinciali del 15 e 16 maggio 2011 la Federazione della Sinistra si presenta in otto delle 11 provincie chiamate alle urne ottenendo 40.301 voti, il 2,29% del totale dei voti validi di tutte le provincie al voto (4,2% dei voti validi nelle provincie in cui si è presentata). A Campobasso, Reggio Calabria e Treviso al posto della FdS vengono presentate liste PRC e PdCI che raccolgono rispettivamente 16.452 e 14.838 voti (0,93 e 0,84%). Alla FdS andranno 5 seggi più 1 come PRC dei 232 assegnati. In modo particolare a Treviso il PdCI si presenta senza simboli tradizionali come La Sinistra Unita per la Marca.
In questa tornata la FdS ha stretto alleanze col Partito Democratico a Gorizia, Lucca, Ravenna e Trieste. A Macerata ha promosso una coalizione con Sinistra Ecologia Libertà, a Mantova con Comunisti - Sinistra Popolare, a Vercelli con SEL e Italia dei Valori, mentre a Pavia la FdS era autonoma fiancheggiata da una lista civica. A Reggio Calabria sia PRC che PdCI hanno appoggiato il candidato del PD, a Campobasso e a Treviso solo il PdCI ha optato per l'alleanza coi democratici, mentre il PRC si è posto fuori dai poli.
| Provincia       | Voti lista                                             | % lista       | Voti Presidente | % Presidente | Consiglieri |
| --------------- | ------------------------------------------------------ | ------------- | --------------- | ------------ | ----------- |
| Campobasso      | 1.538 + 1.865 PRC + PdCI                               | 1,36% + 1,65% | -               | -            | 0           |
| Gorizia         | 3.100                                                  | 5,91%         | -               | -            | 1           |
| Lucca           | 9.628                                                  | 6,57%         | -               | -            | 2           |
| Macerata        | 5.068                                                  | 4,21%         | -               | -            | 0           |
| Mantova         | 3.206                                                  | 1,94%         | -               | -            | 0           |
| Pavia           | 6.681                                                  | 2,99%         | -               | 3,50         | 0           |
| Ravenna         | 6.604                                                  | 3,75%         | -               | -            | 1           |
| Reggio Calabria | 11.897 + 9.132 [ PRC + PdCI ]                          | 4,31% + 3,30% | -               | -            | 1 + 0       |
| Treviso         | 3.017 + 3.841 [ PRC + La Sinistra Unita per la Marca ] | 0,90% + 1,15% | -               | -            | 0           |
| Trieste         | 3.923                                                  | 4,79%         | -               | -            | 1           |
| Vercelli        | 2.091                                                  | 2,74%         | -               | -            | 0           |
| Totale          | 71.591                                                 | 4,07%         | -               | -            | 6           |

Fonte: laRepubblica — risultati consultabili
Alle contemporanee elezioni comunali nei 29 comuni capoluogo interessati, la FdS è presente con proprie liste in ventuno città e raccoglie 60.335 voti (2,14% del totale dei voti validi dei 29 comuni capoluogo al voto) utili per aggiudicarsi in 13 comuni complessivamente 19 seggi più 1 come PRC sui 923 totali disponibili. Ad Arezzo, Grosseto e Rovigo si presenta in lista comune con al Federazione dei Verdi ottenendo altri 3.718 voti (0,13%) con un ulteriore seggio - ad Arezzo - che va ad un esponente del PRC ed eleggendo il candidato sindaco a Rovigo; mentre a Catanzaro è in lista comune con SEL (1.790 voti pari allo 0,06%) dove la lista si aggiudica un seggio a favore di un esponente del PRC. A Reggio Calabria PRC e PdCI presentano liste autonome raccogliendo rispettivamente 4.760 e 1.371 voti (0,17 e 0,05%). A Benevento e Pordenone la FdS e le sue componenti non presentano alcuna lista.
Il risultato più rilevante viene ottenuto nel comune di Napoli, dove la FdS supporta con pochi altri la candidatura di Luigi De Magistris rivelatasi poi vincente al secondo turno e portando quindi la Federazione a occupare sei seggi di maggioranza su 45 con appena il 3,66% dei voti. Alla fine del primo turno elettorale, il coordinamento nazionale enti locali della FdS valuterà come «positivo» il risultato elettorale ottenuto perché «andando oltre il risultato delle regionali, premia la nostra impostazione programmatica».
| Comune          | Voti lista               | % lista                                    | Voti Sindaco | % Sindaco | Consiglieri |
| --------------- | ------------------------ | ------------------------------------------ | ------------ | --------- | ----------- |
| Arezzo          | 1.839                    | 3,98% insieme alla FdV                     | -            | -         | 1           |
| Barletta        | 3.015                    | 5,40%                                      | -            | -         | 2           |
| Benevento       | 357                      | 0,86% solo PRC come Benevento in movimento | -            | -         | 0           |
| Bologna         | 2.766                    | 1,46%                                      | -            | -         | 0           |
| Cagliari        | 2.305                    | 2,72%                                      | -            | -         | 1           |
| Carbonia        | 478                      | 2,60%                                      | -            | -         | 1           |
| Caserta         | 436                      | 0,91%                                      | -            | -         | 0           |
| Catanzaro       | 1.790                    | 3,08% insieme a SEL                        | -            | -         | 1           |
| Cosenza         | 265                      | 0,64%                                      | 1.488        | 3,48      | 0           |
| Crotone         | 593                      | 1,69% insieme a Slega la Calabria          | -            | -         | 0           |
| Fermo           | 819                      | 4,19%                                      | -            | -         | 1           |
| Grosseto        | 1.187                    | 2,93% insieme alla FdV                     | -            | -         | 0           |
| Iglesias        | 538                      | 3,17%                                      | -            | -         | 0           |
| Latina          | 502                      | 0,67% come Sinistra per Latina             | 472          | 0,60      | 0           |
| Milano          | 18.467                   | 3,10%                                      | -            | -         | 2           |
| Napoli          | 15.008                   | 3,66%                                      | -            | -         | 6           |
| Novara          | 696                      | 1,44%                                      | -            | -         | 0           |
| Olbia           | 633                      | 2,02% come Uniti e liberi                  | 871          | 2,60      | 0           |
| Ravenna         | 2.246                    | 2,85%                                      | -            | -         | 1           |
| Reggio Calabria | 4.760 + 1.371 PRC + PdCI | 4,51 + 1,30                                | -            | -         | 1 + 0       |
| Rimini          | 1.281                    | 1,97%                                      | -            | -         | 1           |
| Rovigo          | 692                      | 2,62% insieme alla FdV                     | 1.456        | 5,03      | 1           |
| Salerno         | 886                      | 1,05%                                      | -            | -         | 0           |
| Savona          | 1.693                    | 5,29%                                      | -            | -         | 2           |
| Siena           | 663                      | 2,18%                                      | -            | -         | 0           |
| Torino          | 4.614                    | 1,15%                                      | 6.755        | 1,49      | 0           |
| Trieste         | 2.526                    | 3,13%                                      | -            | -         | 2           |
| Varese          | 538                      | 1,52%                                      | 635          | 1,55      | 0           |
| Totale          | 71.974                   | 2,55%                                      | -            | -         | 22          |

Fonte: laRepubblica — risultati consultabili

### Referendum 2011 e campagna sociale
Durante la campagna elettorale per i referendum del 12 e 13 giugno, in cui la federazione si è schierata per i 4 sì (contro la privatizzazione dell'acqua, contro le centrali nucleari e contro il legittimo impedimento), è stata lanciata una campagna sociale, da intesificare nei mesi successivi, volta a favorire l'uscita dalla crisi economica attraverso una redistribuzione del reddito a favore delle classi meno agiate e con l'avvio di una politica economica incentrata sulla cultura e su un nuovo modello di sviluppo sostenibile e sociale, attraverso una serie di tagli alle spese militari e di quelle destinate alle grandi opere considerate dannose come la TAV e il Ponte sullo Stretto. Favorevole all'introduzione di una imposta patrimoniale che tassi le grandi ricchezze, La FdS si è anche schierata contro le modifiche costituzionali proposte da Tremonti, che vorrebbero eliminare i vincoli alla proprietà privata posti dall'art. 41 e costituzionalizzare il pareggio di bilancio.

### Socialismo 2000 e Lavoro-Solidarietà per un Partito del Lavoro
L'Associazione 23 marzo “Lavoro-Solidarietà” (23 marzo) aggrega per iniziativa di un gruppo di dirigenti della CGIL quanti vogliono «riproporre alla politica la centralità del lavoro, quale chiave per la lettura e la trasformazione della società capitalistica».
Nata nel 2007, l'associazione è presente nella CGIL fin dal 2001 come area Lavoro Società - Cambiare rotta, corrente sindacale sorta dalla fusione fra Alternativa Sindacale e Area dei Comunisti.
Lavoro-Solidarietà ha per fondatore e presidente Gian Paolo Patta.
Dal 18 luglio 2009 Lavoro-Solidarietà promuove la Federazione della Sinistra con Rifondazione Comunista, Comunisti Italiani e Socialismo 2000, queste ultime già alleate nella Lista Comunista e Anticapitalista.
Dal 31 gennaio al 13 febbraio 2010 Lavoro-Solidarietà si era polemicamente autosospesa dalla FdS per dissensi, salvo poi rientrare a pieno titolo nel processo unitario della Federazione della Sinistra.
Alla fine di luglio 2011 Lavoro-Solidarietà e l'associazione Socialismo 2000 guidata da Cesare Salvi ventilano l'ipotesi «di avviare un processo di convergenza fra le due associazioni, aperto a tutti coloro che siano interessati, con l'obiettivo di dare vita a un movimento politico che verifichi le condizioni perché l'Italia abbia un Partito del lavoro»
Il 17 settembre 2011 al Centro Congressi Frentani di Roma, l'assemblea organizzata dalle due associazioni approva il manifesto e il programma del Movimento per il Partito del Lavoro, il quale dovrebbe nascere da una futura fusione tra le due associazioni, cioè una formazione politica dove «i lavoratori tornino protagonisti in prima persona della lotta politica per il cambiamento» attraverso «una autonoma rappresentanza politica».
Alla fine di luglio le componenti guidate da Cesare Salvi e Gian Paolo Patta ventilano l'ipotesi «di avviare un processo di convergenza fra le due associazioni, aperto a tutti coloro che siano interessati, con l'obiettivo di dare vita a un movimento politico che verifichi le condizioni perché l'Italia abbia un Partito del lavoro». Il 17 settembre al Centro Congressi Frentani di Roma l'assemblea organizzata da Socialismo 2000 e Lavoro-Solidarietà, alla presenza di Paolo Ferrero, Oliviero Diliberto e Massimo Rossi, approva il manifesto e il programma del Movimento per il Partito del Lavoro, il quale dovrebbe nascere da una futura fusione tra Socialismo 2000 e Lavoro-Solidarietà con un'assemblea costituente.
Socialismo 2000 e Lavoro-Solidarietà, guardando alle esperienze della Die Linke tedesca e del Partito dei Lavoratori brasiliano di Lula, spingono affinché la Federazione della Sinistra si trasformi «in un partito politico, che SEL assuma come proprio obiettivo la riunificazione della sinistra e non solo il confronto e la competizione con il PD, e che nella CGIL e nelle sue categorie si espliciti la presa di coscienza che non esistono al momento partiti politici adeguati a rappresentare politicamente le loro lotte e le loro istanze».
Alle elezioni Regionali in Molise del 16 e 17 ottobre la Federazione della Sinistra ottiene il 2,76%, riuscendo ad eleggere come consigliere regionale l'indipendente Salvatore Ciocca.

### Opposizione al governo Monti e elezioni comunali 2012
La Federazione della Sinistra ha promosso per il 12 maggio a Roma una manifestazione nazionale unitaria invitando tutte quelle forze che si battono contro il Governo Monti e per la creazione di un'alternativa di sinistra ed anticapitalista, sul modello della vincente SYRIZA in Grecia e della Die Linke in Germania. Alla manifestazione hanno partecipato ben 45000 persone secondo la questura; secondo gli organizzatori il numero è di poco più alto. Oliviero Diliberto e Paolo Ferrero hanno commentato positivamente sia l'ottima partecipazione alla manifestazione, sia la buona riuscita alle elezioni amministrative dove la Federazione della Sinistra ha superato come media nazionale il 4,2%, incrementando ulteriormente i risultati ottenuti l'anno precedente.

### Le Primarie del Centrosinistra e la FdS
I soggetti componenti la FdS hanno assunto posizioni diverse in relazione alle primarie organizzate da PD, SEL e PSI. Il PRC si considera lontano dalle posizioni del Centrosinistra, mentre il PdCI vi prenderà parte sostenendo Nichi Vendola al primo turno e Pier Luigi Bersani al ballottaggio. Del resto tra gli esponenti del Movimento per il Partito del Lavoro e i vertici del PD ci sono stati incontri ai primi di novembre al fine di definire un possibile comune impegno per le elezioni politiche del 2013. La possibilità di un'alleanza tra il PD ed il PdCI (poi non avvenuta) mette in crisi la Federazione.

### La partecipazione alla coalizione "Rivoluzione Civile"
Alle elezioni di Febbraio del 2013 Rifondazione Comunista e il Partito dei Comunisti Italiani, insieme all'Italia dei Valori, alla Federazione dei Verdi e al Movimento Arancione, sostengono la candidatura di Antonio Ingroia come Presidente del Consiglio dei Ministri. Questi partiti, in occasione delle elezioni politiche del 2013, si presenteranno uniti nella coalizione Rivoluzione Civile, che, però, rimarrà esclusa dal Parlamento italiano poiché la lista non supererà le soglie di sbarramento previste dalla vigente legge elettorale, ottenendo solo un insoddisfacente 2,25% per la Camera dei deputati e ancora meno per il Senato.

### La crisi e lo scioglimento
Il deludente risultato delle elezioni nazionali accentuano la crisi della Federazione (che di fatto non è più attiva a livello nazionale dalla fine del 2012).
Alle elezioni amministrative del 2013 la FdS presenta le proprie liste ad Ancona, Roma ed Udine; in tutte e tre le città i risultati sono però inferiori al 3% e le liste non eleggono nessun consigliere comunale. La FdS partecipa anche alle elezioni provinciali di Udine, ma ottiene solo il 2,36% e non elegge alcun consigliere provinciale.
Alle elezioni europee del 2014 la FdS non presenta alcuna lista, tuttavia Rifondazione Comunista si presenta dentro l'Altra Europa con Tsipras che col 4,03% elegge 3 eurodeputati, una di questi è Eleonora Forenza, dirigente del Partito della Rifondazione Comunista, la FdS torna quindi ad avere un seggio nell'europarlamento. Alle elezioni amministrative del 2014 vengono presentate liste solo a Ferrara (insieme all'Italia dei Valori) e Forlì, ma in entrambi i casi i risultati sono inferiori al 3% e non vengono eletti consiglieri comunali.
Alle elezioni amministrative del 2015, la Federazione (di fatto non più attiva politicamente nemmeno a livello locale) non presenta alcuna lista.
Il 24 luglio 2015 la Federazione della Sinistra viene ufficialmente sciolta.

## Struttura
La Federazione aveva una struttura articolata in tutti i livelli (di base, provinciale, regionale, nazionale). In ogni struttura ogni componente non può avere da sola la maggioranza. Ogni decisione in ogni livello può essere fatta propria dalla Federazione solo se sono favorevoli almeno i 2/3 dei suoi membri. Se una forza politica vuole entrare nella Federazione, dovrà avere il parere favorevole unanime dei suoi quattro soggetti promotori. La federazione è rappresentata da un portavoce nazionale, carica ricoperta a turno dai quattro soggetti promotori.
L'ultimo Consiglio Nazionale della Federazione era composto da 118 membri e dal 16 luglio 2011 è presieduto da Cesare Salvi. Sempre dal 16 luglio il Coordinamento Politico è composto da dieci membri: Luca Cangemi, Paolo Ferrero, Claudio Grassi e Rosa Rinaldi per il PRC; Orazio Licandro, Concetta Masseria e Delfina Tromboni per il PdCI; Cesare Salvi per Socialismo 2000; Gian Paolo Patta per Lavoro-Solidarietà. A questi andrà aggiunta a settembre una donna non iscritta ad alcun partito.
Presidente del Collegio di Garanzia era Bruno Rastelli, tesoriere nazionale è Roberto Soffritti.

## Portavoce nazionali
- Paolo Ferrero (5 dicembre 2009 – 19 maggio 2010)
- Cesare Salvi (19 maggio – 21 novembre 2010)
- Oliviero Diliberto (21 novembre 2010 – 25 marzo 2011)
- Massimo Rossi (25 marzo 2011 – novembre 2012)

## Congressi Nazionali
- I Congresso Nazionale - Roma, 20-21 novembre 2010 - L'Italia che non si piega

## Risultati elettorali
| Elezione     | Elezione     | Voti      | %     | Seggi |
| ------------ | ------------ | --------- | ----- | ----- |
| Europee 2009 | Europee 2009 | 1.037.862 | 3,40% | -     |

## Feste nazionali
2010: Roma